# Super de miere

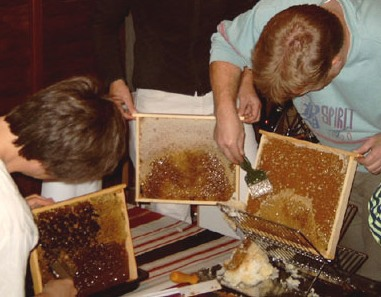
Ceara de albine este răzuită de pe fagurii de miere

Un super de miere  se obține dintr-un stup comercial, care este utilizat pentru a colecta miere. Cea mai comună varietate este stupul super „Illinois” sau „mediu” cu o adâncime de 65⁄8 inci, în dimensiunile de lungime și lățime ale unui stup Langstroth.
Un super de miere constă dintr-o cutie în care sunt atârnate 8–10 cadre. Albinele occidentale colectează nectarul și depozitează nectarul prelucrat în fagure, pe care îl construiesc pe rame. Când fagurele este plin, albinele vor reduce conținutul de umiditate al mierii la 17-18% conținut de umiditate înainte de a acoperi fagurele cu ceară de albine.
Apicultorii vor lua mierea plină și vor extrage mierea. Perioadele în care există o sursă abundentă de nectar disponibilă și albinele aduc rapid înapoi nectarul, sunt numite flux de miere. În timpul unui flux de miere, apicultorii pot pune mai multe super-uri de miere pe un stup, astfel încât albinele să aibă suficient spațiu de depozitare.
Ramele pentru miere super sunt îndepărtate toamna când se extrage mierea și înainte ca stupul să fie pregătit pentru iernat, dar rămâne suficientă miere pentru ca albinele să o consume în timpul iernii.

## Dimensiunile stupului Langstroth
Folosind lemn de 3⁄4 inci, dimensiunile exterioare sunt 197⁄8" × 161⁄4" × înălțime. În sistemul metric se poate folosi lemn de 25 mm, ceea ce face ca dimensiunile exterioare să fie de 515 mm × 425 mm × înălțime.
| Dimensiune sau tip                     | În interior (183⁄8" × 145⁄8") și înălțimea în inci | Metric 465 × 375 și înălțimea în milimetri | cometariu                             |
| -------------------------------------- | -------------------------------------------------- | ------------------------------------------ | ------------------------------------- |
| 10 rame comb miere super               | 43⁄4                                               | 121                                        | Ross rotunde au nevoie de 41⁄2" Super |
| 10 cadre Shallow Super                 | 53⁄4                                               | 146                                        |                                       |
| 10 cadre adâncime medie Illinois Super | 65⁄8                                               | 168                                        |                                       |
| 10 cadre adâncime mare Super           | 75⁄8                                               | 193                                        |                                       |
| 10 cadre adâncime                      | 95⁄8                                               | 244                                        |                                       |